# Monestir de Santa Maria de Bonrepòs
L'antic Monestir de Santa Maria de Bonrepòs o Monestir de Bonrepòs, actualment Mas de Sant Blai, fou una comunitat monàstica erigida a la Morera de Montsant (Priorat).

## Història
El 1170 Albert de Castellvell feu donació del terme a Arnau de Salflores, el qual edificà a la part oriental del poble un monestir que s'anomenà "de Bonrepòs" i on s'aplegaren diversos ermitans dels voltants.
Pocs anys després, el terme tornava a mans del rei Alfons I, el qual el cedí novament a la seva esposa Sança de Castella el 1174. La sobirania en feia donació a favor de R. Obach, per retornar posteriorment altra vegada a Bonrepòs i al rei.
L'arquebisbe de Tarragona Ramon de Rocabertí autoritzà l'any 1210 la constitució d'una comunitat femenina al poble, la qual es traslladà a Bonrepòs el 1215 a l'haver-se produït el trasllat dels monjos a la nova cartoixa de Poboleda.
La primera abadessa va ser Anglesa Balb i també en fou abadessa i hi fou soterrada el 1429 la reina vídua Margarida de Prades.
El 1462, es produí l'abandonament definitiu del monestir per la manca de monges.
Després del litigi entre Escaladei i Santes Creus a meitats del segle xv l'edificació fou atorgada a la Cartoixa d'Escaladei, que va emprar-lo com a granja; a Santes Creus foren donats els béns esparsos, els objectes de culte i l'arxiu.
L'any 1817 els cartoixans construïren sobre les restes del monestir un mas. Un cop esdevinguda de propietat privada es continuà amb treballs de conreu fins que s'abandonà sembla que a mitjans del segle xx. El seu ús i propietat des d'aleshores estan cedits a ICONA, on fa treballs de repoblació forestal.

## Arquitectura
És un conjunt de construccions que conformen una planta més o menys allargada, que compta amb algunes hortes, una bassa i un rentador. Els edificis auxiliars es troben quasi en estat de ruïna.
L'element principal del conjunt és un edifici de paredat, arrebossat a la façana i amb carreus als angles i altres punts dels murs. El teulat és a doble vessant i data de 1844. S'hi troba també una galeria coberta orientada a migdia amb arcades.
Dintre l'actual Mas de Sant Blai es conserven encara alguns elements de l'antic edifici conventual, com la primitiva capella. Resten en peu els quatre murs del temple, transformat en celler. S'hi pot apreciar el tester i la façana principal, amb la porta primitiva desapareguda, però encara amb l'òcul gòtic a sobre de l'accés actual. La clau de l'arc de la porta té les insígnies abacials d'Escaladei i la inscripció: SAN/BLAI // ANY/1817. L'altra porta d'accés, té l'escut del monestir cartoixà proper, propietari aleshores de l'edifici, amb les inicials S[cala] D[ei]. A sobre s'hi obre un ull de bou. Cal destacar a més a més un campanar d'espadanya d'un cos construït amb carreus. Darrere l'edifici principal hi ha una paret amb finestrelles gòtiques.